# 해거드
해거드(Haggard)는 독일의 록 밴드이다.